# Александр (Окропиридзе)
Епископ Александр (груз. ეპისკოპოსი ალექსანდრე, в миру Алексе́й Дави́дович Окропири́дзе, груз. ალექსი დავითის ძე ოქროპირიძე; 1824, село Дисеви, Горийский уезд, Тифлисская губерния — 9 (22) ноября 1907) — епископ Русской православной церкви, епископ Гурийско-Мингрельский. Святой Грузинской Православной Церкви.

## Биография
Родился в 1824 году в семье священника в селе Дисеви Горийского уезда, Тифлисской губернии.
8 июля 1845 года окончил Тифлисскую духовную семинарию и в этом же году 8 июля был пострижен в монашество в Тифлисском Преображенском монастыре и причислен к братии этого монастыря.
В 1846 году в сане иеродиакона поступил в Казанскую духовную академию, где 6 октября 1849 года был рукоположён во иеромонаха.
В 1850 году окончил Казанскую духовную академию со степенью кандидата богословия.
15 февраля 1851 года назначен преподавателем Тифлисской духовной семинарии, а потом последовательно смотрителем Абхазского и Кутаисского духовных училищ.
В 1854 и 1855 годах исполнял должность настоятеля первоклассного Гаенатского монастыря.
12 февраля 1855 года возведен в сан игумена при Абхазской архиерейской кафедре, а в следующем 1856 году 16 февраля — в сан архимандрита, с правом управления Абхазской епархией, так как епископ Герман (Гоголашвили) был перемещён на Имеретинскую кафедру.
4 марта 1862 года в Тифлисском кафедральном соборе хиротонисан во епископа Абхазского.
Управляя этой кафедрой до мая 1869 года, он многое сделал для восстановления христианства в этом крае, сильно пострадавшем и почти полностью опустошённом вследствие многократных турецких вторжений. Проповедуя Евангелие, он обошёл много сёл, крестя абхазцев, открывал приходские школы, в селе Илори — духовное училище для абхазцев. За подвиг миссионерства святителя Александра часто называют «вторым апостолом Абхазии».
30 мая 1869 года по случаю увольнения владыки Геронтия на покой был назначен на кафедру епископа Горийского, викария Грузинской епархии.
В 1878 году по его инициативе и при финансовой поддержке в Тифлисе было открыто епархиальное училище.
В 1881—1886 годах занимал Гурийскую кафедру.
В 1886—1898 годах вновь епископ Горийский.
По инициативе архиерея и при его финансовой поддержке в 1878 году в Тифлисе открылось епархиальное училище, были восстановлены монастыри Шиомгвиме, Зедазени и Давид-Гареджа. Архиерей способствовал введению преподавания древнегрузинского церковного пения в духовных учебных заведениях.
20 марта 1898 года перемещён на Гурийско-Мингрельскую кафедру.
Был почётным членом Казанской духовной академии.
4 ноября 1903 года уволен на покой.
Скончался 9 ноября 1907 года. Похоронен 15 ноября в соборном храме Шиомгвимского монастыря.
В сентябре 1996 года на Поместном соборе Грузинской православной церкви был канонизирован.